# 龔如心
龔 如心（きょう にょしん、中：龔如心、広東語：Kung Yu-Sum、普通話：Gōng Rúxīn、英：Nina Wang、ニーナ・ワン、別名：王龔如心、1936年9月29日 - 2007年4月3日）は、上海生まれの香港の実業家で、不動産業を中心に据える企業集団チャイナチェム（華懋集團）の会長、かつ筆頭株主であった。存命中は『アジアで最も富裕な女性』として知られた。
上海に生まれ、12歳のとき（1948年）から付き合っていた相手と19歳のとき（1955年）に結婚。その後にふたりで香港に移住し、製薬企業チャイナチェム社を夫が設立。その後に至って香港の最有力企業の一つとなった同社を、1990年に夫が誘拐され失踪したことをきっかけに引き継いだ。
中国はもとよりアジアの広域から欧米にまで広がる強力なビジネス上のコネクションを持ち、チャイナチェムのほかにも、FPBバンク・ホールディングス、イギリスの不動産企業シェルフィールド、台湾の海運企業ヤンミン・マリーン、アメリカ合衆国の生物医薬企業ジェネラブ・テクノロジーズなど、数多くの企業の役員を大株主として務めている。フォーブスの調査による世界長者番付の2006年度版においては、世界で第78番目の長者に比定されている。
ミニスカートとおさげ髪がトレードマークであった。香港新界の超高層ビル・ニーナタワーの名の由来でもある。このビルの建設は自身の長年の夢であったという。
2007年4月3日に病のため逝去。70歳没。

## 伝記・関連書籍
- 西原哲也「秘録・華人財閥＝日本を踏み台にした巨龍たち」（NNA、2008年7月）
- 新ポリス・ストーリー（1993年、香港映画）1990年の夫の誘拐失踪事件をもとに描かれたジャッキー・チェン主演の映画

## 文献資料
1. 1 2   龔如心傳奇一生, 明報，2007年4月4日
2. 1 2 3  『SAPIO 2002年4月24日号』 P.19 - 小学館
3. 1 2 3 4  『アジアの億万長者―いかにして彼らは成功したか』 P.258-260 〔ISBN 4331508781〕 - ジェフ・ヒスコック
4. ↑  完成直前に死亡している